# Пюикаскье
Пюикаскье́ (фр. Puycasquier) — коммуна во Франции, находится в регионе Юг — Пиренеи. Департамент — Жер. Входит в состав кантона Ош-Нор-Эст. Округ коммуны — Ош.
Код INSEE коммуны — 32335.

## География
Коммуна расположена приблизительно в 590 км к югу от Парижа, в 60 км западнее Тулузы, в 18 км к северо-востоку от Оша.
По территории коммуны протекает река Ору.

## Климат
Климат умеренно-океанический. Лето жаркое и немного дождливое, температура часто превышает 35 °С. Зимой часто бывает отрицательная температура и ночные заморозки. Годовое количество осадков — 700—900 мм.

## Население
Население коммуны на 2010 год составляло 444 человека.
| 1962 | 1968 | 1975 | 1982 | 1990 | 1999 | 2010 |
| ---- | ---- | ---- | ---- | ---- | ---- | ---- |
| 506  | 507  | 468  | 431  | 436  | 424  | 444  |

## Администрация
| Период | Период | Фамилия      | Партия | Примечания |
| ------ | ------ | ------------ | ------ | ---------- |
| 1979   | 2001   | Андре Дюгран |        |            |
| 2001   | 2020   | Серж Кардон  |        |            |

## Экономика
В 2010 году среди 271 человека трудоспособного возраста (15-64 лет) 203 были экономически активными, 68 — неактивными (показатель активности — 74,9 %, в 1999 году было 69,0 %). Из 203 активных жителей работали 174 человека (94 мужчины и 80 женщин), безработных было 29 (10 мужчин и 19 женщин). Среди 68 неактивных 17 человек были учениками или студентами, 26 — пенсионерами, 25 были неактивными по другим причинам.

## Достопримечательности
- Церковь (XIV век). Исторический памятник с 1977 года[4]
- Крытый рынок (XVI век). Исторический памятник с 1973 года[5]

## Фотогалерея

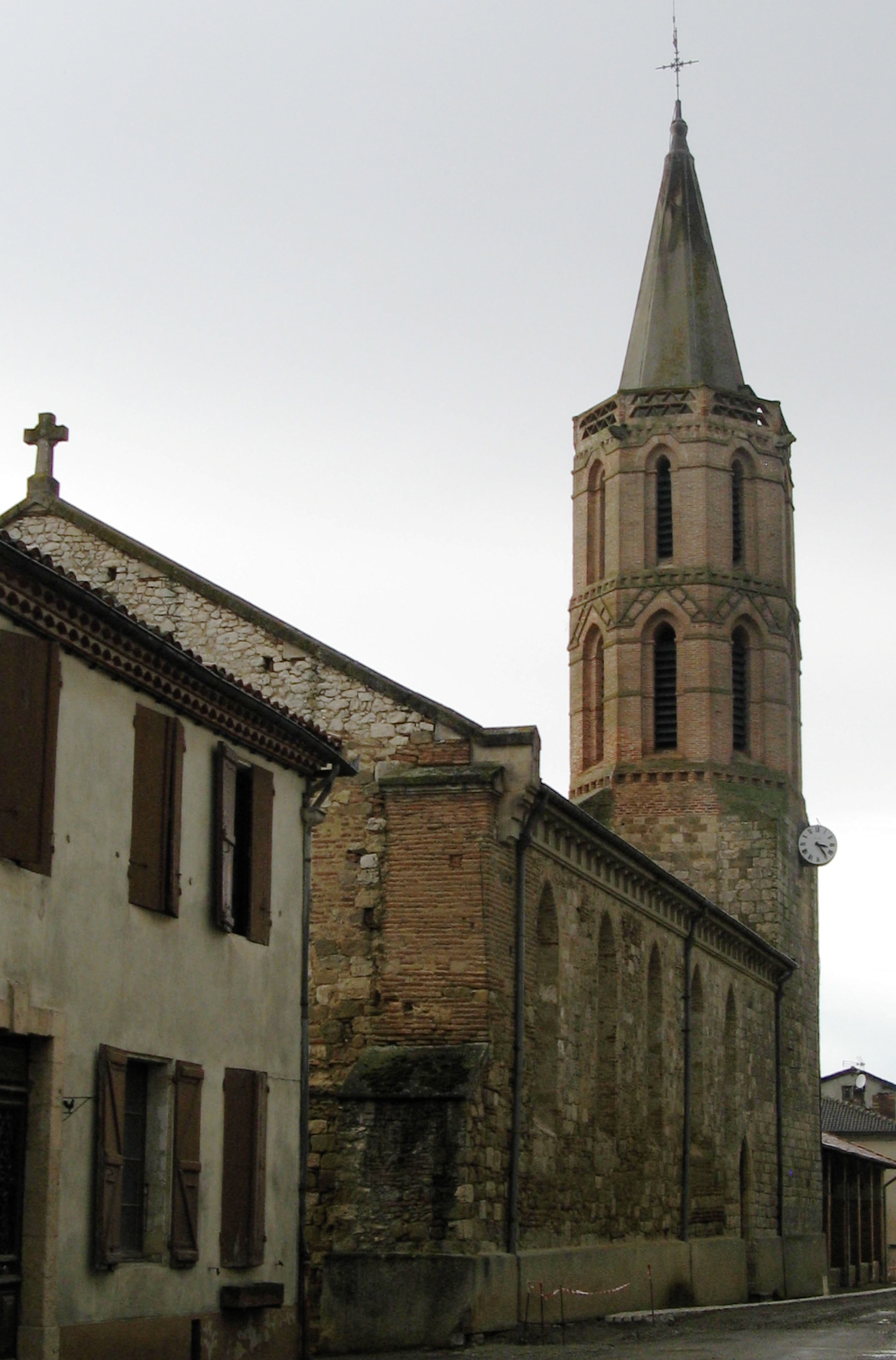
Церковь
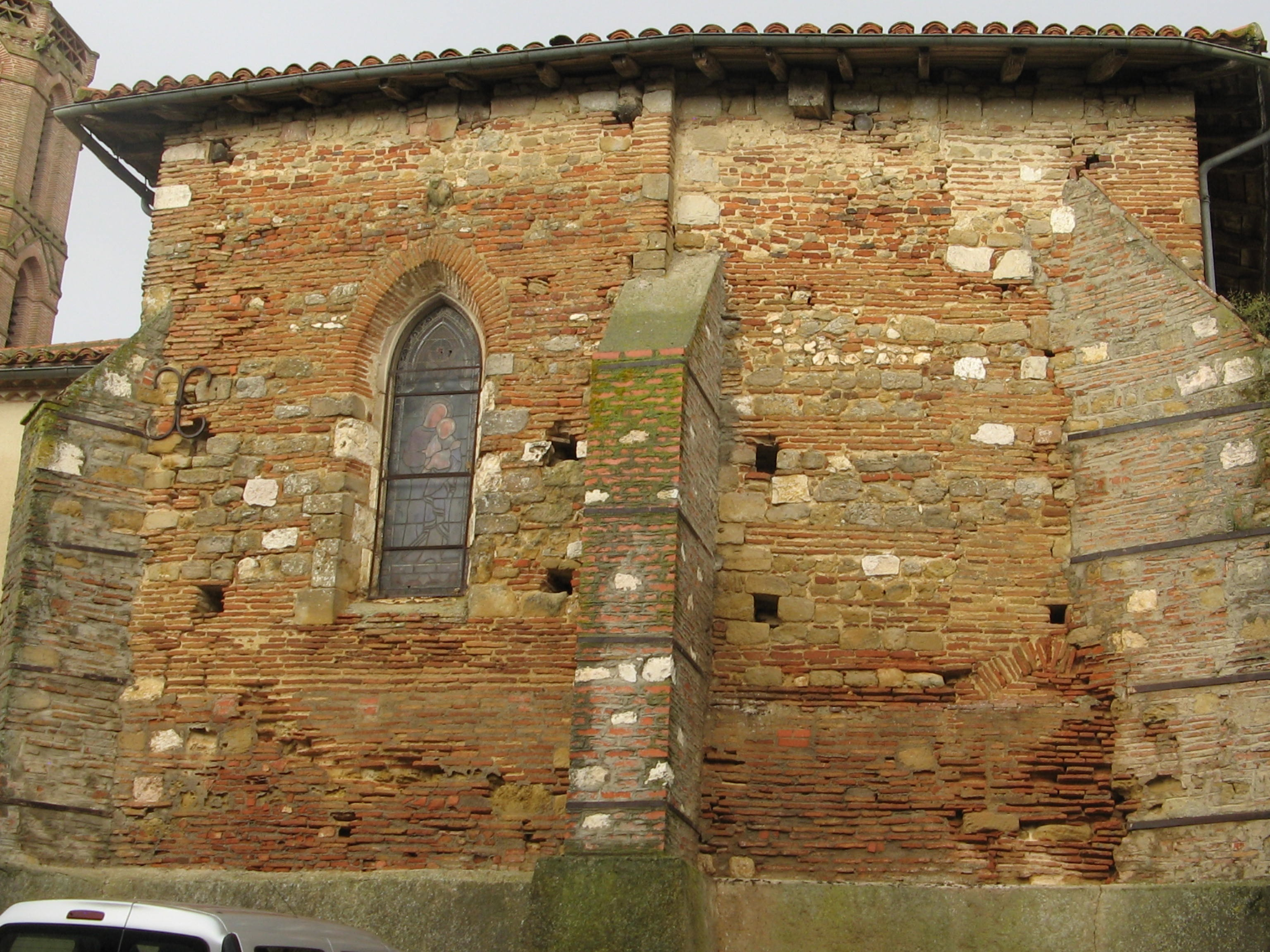
Церковь
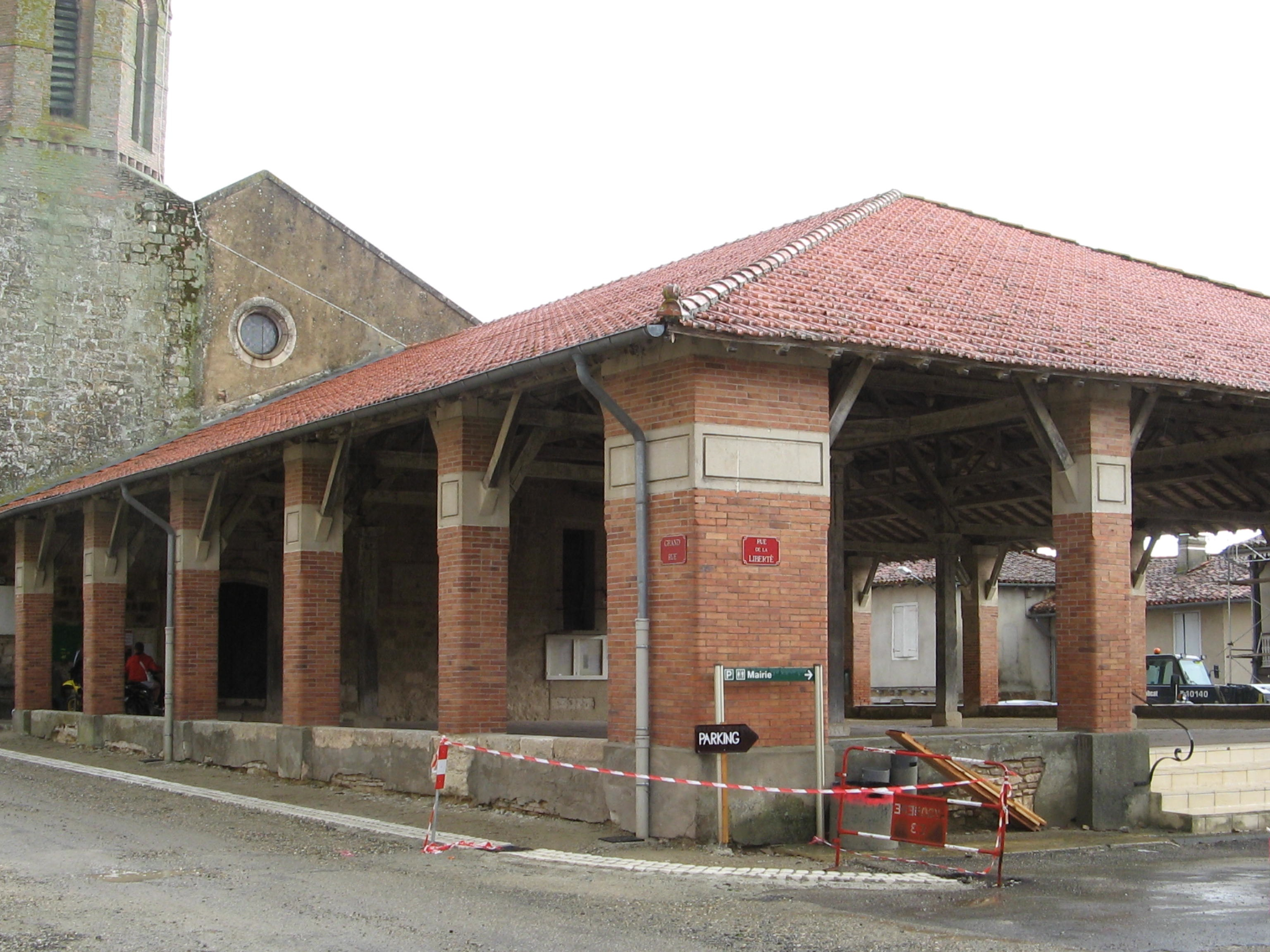
Крытый рынок
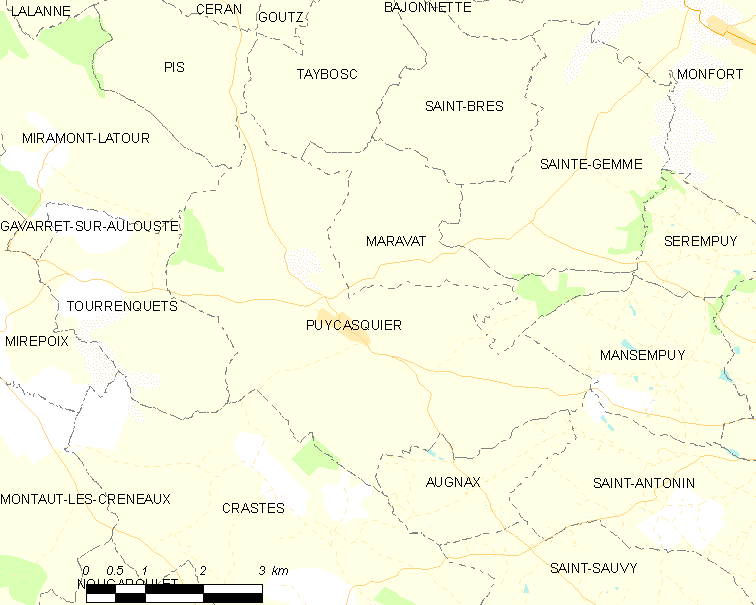
Карта коммуны